# 和平號太空站脫軌
2001年3月23日，宣告已經結束任務的俄羅斯大型太空站和平號太空站，經由特定控制脫離原先的軌道。隨後和平號太空站重返大氣層，並且摧毀墜入太平洋上空。

## 基本背景
和平號太空站主要組成組件包含和平号空间站核心舱、和平号空间站对接舱、量子1號、量子2號、晶體號、光譜號和自然號，這些組件的使用年限大約在5年至15年之間。儘管俄羅斯一直對和平號太空站的持續使用，抱持著樂觀的態度。但是基於其對於參與國際太空站計劃的承諾，因此最終並沒有留下任何支持和平號太空站運作的預算。

## 推軌過程
和平號太空站的脫軌計劃是藉由與進步M1-5飛船對接來執行，計劃總共分三個階段。第一階段是藉由進步M1-5飛船點燃火箭引擎，將和平號太空站維持在平均220公里（140英里）的衰減軌道上。第二階段是在2001年3月23日世界協調時間00時32分（莫斯科時間3時32分）和世界協調時間2時1分（莫斯科時間5時1分），進步M1-5飛船先後兩度點燃火箭引擎推進，將和平號太空站轉移到165×220公里（103×137英里）的軌道面。
隨著和平號太空站進入特定軌道面之後，脫軌計劃的第三階段就是在世界協調時間5時8分（莫斯科時間8時8分），最後一次點燃進步M1-5飛船火箭引擎推進。不過在由於進步M1-5飛船的主引擎和控制引擎發生故障，導致執行這階段時間略多於22分鐘。世界協調時間５時39分，和平號太空站開始脫軌。5時44分，和平號太空站在斐濟楠迪附近、高度100公里（62英里）上空進入大氣層，並且隨即遭到摧毀。
當地居民目睹和平號太空站粉碎成為碎片，並拍攝影片。最終在莫斯科時間9時1分，和平號太空站的剩餘殘骸在位於南太平洋、禁止船隻航行的太空飛行器墓地沉沒。和平號太空站撞擊中心點的座標為南緯40°，西經160°，大概偏離計算地點西南方約1,500公里處。

## 造成影響
對於和平號太空站最終脫軌計劃，俄羅斯社會輿論存在著分歧。根據社會學調查，俄羅斯有39%受訪者反對和平號太空站脫軌，有27%受訪者支持和平號太空站脫軌，其餘34%受訪者覺得很難回答。根據俄羅斯聯邦太空總署署長尤里·科普捷夫的官方聲明，決定和平號太空站脫軌的原因在於，和平號太空站在經歷一系列技術故障後，開始出現不可修復的損壞，而這也導致其維護成本高昂。因此俄羅斯放棄進一步維持和平號太空站的運作，並把工作重心轉往在國際太空站上發展。

## 外部連結
- Animated coverage of deorbit （页面存档备份，存于）